# Le Piquet
Pour les articles homonymes, voir Piquet.
Le Piquet est un sommet des monts du Cantal dans le Massif central.

## Géographie
Le Piquet est situé sur une ligne de crête entre Cabrespine et le puy Chavaroche, entre les communes de Saint-Projet-de-Salers et de Mandailles-Saint-Julien.

## Activités

### Protection environnementale
Le sommet est inclus dans le site Natura 2000 « Massif cantalien », dans la ZNIEFF de type 2 « Monts du Cantal », ainsi que dans la ZNIEFF de type 1 « Puy Mary ».

### Randonnée
La montagne est traversée par le sentier de grande randonnée 400 sur son versant occidental.